# Upson County
Upson County is een county in de Amerikaanse staat Georgia.
De county heeft een landoppervlakte van 843 km² en telt 27.597 inwoners (volkstelling 2000). De hoofdplaats is Thomaston.